# کوه شب
کوه شب به گویش محلی ( کُوه شُو ) گویند، به علت اینکه بعضی از تنگه‌های آن آفتاب گیر نیست و تاریک به نظر می‌رسد به نام کوه شو که همان معنی شب می‌باشد لقب گرفته است. البته این کوه طبیعت زیبایی داشته وانسان از دیدن آن همه زیبایی به شوق می‌آمده و به همین علت عده‌ای معتقدند نام این کوه شوق بوده که به مرور (ق) از آخر آن حذف و به شو تغییر پیدا کرده است این کوه در  منتهی الیه شرق لارستان فارس با استان هرمزگان واقع شده است و حدود ۲۸۸۸ متر از سطح دریا ارتفاع دارد و یکی از بلندترین کوه‌های جنوب ایران محسوب می‌شود و در قلهٔ آن که پچادون نام دارد در زمستان برف می‌بارد که سفید پوش بودن آن از سمت شرق و غرب و جنوب قله کوه قابل رویت است. درضلع شمالی کوه شب روستای زاهدمحمود (باشدو) واقع است و در شرق آن روستای گوین از بخش رویدر قرار دارد. در غرب آن نیز روستای هرمود عباسی در مسیر جاده لار-بندرعباس واقع شده که زیباترین نما و بام کوه، مخصوصاً در زمان بارش برف از این منطقه دیده می‌شود. کوه شب دارای تنگه‌هایی به نام زندوی، مادون، اژدرو، موچک، خشک و لودخور می‌باشد که در بیشتر تنگه‌ها چشمه آب هم وجود دارد و از چشمه لودخور آب شرب مردم زاهدمحمود تأمین می‌شود کُوه شَب  از طبیعت خاصی برخوردار است، جنگل‌های انبوه کوهستانی، درختان زیبا، گیاهان دارویی، حیات وحش، جانوران و پرندگان مختلف در این کوه زندگی می‌کنند.

## درختان و گیاهان دارویی
محصولات عمل‌آمده در پیرامون کوه شب عبارت است از:
قارچ صدفی، انغوزه، آویشن، مروتلخ، پونه، اسطوخودوس (گیاهی خوشبو که با چای مصرف می‌شود)، خاکشیر، کیون، بادام کوهی و مرو خوش. همچنین درختان مانند: بنه، کُوهِنگ، کُور، کُنار، کِرت، سمر، سَلَم وغیره، در زمان قدیم مردمان منطقه از هیزم این درختان برای پخت و پز و برای تدفئه خانه‌هاشان استفاده می‌کرده‌اند، احیاناً از تنه این درختان زغال نیز می‌ساخته‌اند.

## جانوران و پرندگان
در پیرامون کوه شب جانوران و پرندگان مختلفی زندگی می‌کرده‌اند که شامل:
آهو، بز کوهی، روباه، خوک، کفتار،
شغال، جوجه‌تیغی و خرگوش بوده است. همچنین پرندگان مانند: کبک، عقاب، شاهین، بادخور، قُمری، تیهو، فاخته و بلبل و صدها پرنده مختلف دیگر زندگی می‌کرده‌اند که امروزه به دلیل نبود نظارت کافی و شکار بی‌رویه و غیرمجاز، نسل اکثر این حیوانات در حال انقراض می‌باشد. در دوران گذشته جانورانی مانند: گرگ، پلنگ، یوزپلنگ و خرس نیز در این کوه دیده شده است، اما در حال حاضر دیگر از این‌گونه حیوانات هیچ اثری نیست.

## نقاطی در بالای کوه شب
در بالای کوه (بون کوه) نقاطی وجود دارد که هریک آن نام مخصوص به خود دارد که عبارت‌اند از:
- «فخرالدین» رسیدن به اینجا از پایهٔ کوه سوار بر الاغ یا قاطر ۴ ساعت بطول می‌انجامد، ویکی از سردترین نقاط کوه شب است و دارای چشمه ی آب شیرین می‌باشد.
- «منطقهٔ لاور».
- «منطقهٔ زورو» این منطقه دارای یک زمین مسطح بوده و دور تا دور آن درخت بُه بنه است و پشت سر آن درخت اُهر است که خیلی درخت بزرگی است و حدود ۳۰ متر ارتفاع دارد.
- «منطقهٔ تپه‌ای»، در این مناطق از کوه شب درختان جنگلی زیادی دارد مثل: «زیتون کوهی»، درخت «کهکوم»، بادام و «انجیرکوهی» فراوان است.

گویند مناسب‌ترین اوقات صعود و رفتن به کوه شب برج شهریور است، چون میوه‌های درختان رسیده است و چیزی برای خوردن و آوردن یافت می‌شود. این کوه راه صعب العبوری دارد، و آنهایی که برای اولین بار قصد سعود دارند، نیاز به راهنما دارند، در غیر این صورت ممکن است از تشنگی و یا گرسنگی تلف شوند. کوه شب طبیعت زیبایی دارد.
مرتفع‌ترین نقطه قلهٔ (کوه شب) «شو» در حدود (۲۸۸۸) متر می‌باشد.